# Azor (V-0)
El yate Azor (V-0), también apodado Azorín tras la entrada en servicio de su relevo del mismo nombre, y que anteriormente llevó los nombres Margarette & Dorothea, Loly II y Severiano Asarta, fue uno de los dos yates de estado utilizados por Francisco Franco, famoso por ser a bordo del que se celebró el 25 de agosto de 1948 la reunión entre Franco y Juan de Borbón.

## Historial
El buque era un yate de 113 toneladas y casco de madera, construido entre 1925 y 1928 en Kiel para dueños ingleses que le dieron el nombre de Margarette & Dorothea. En 1935, Felipe de Cubas Urquijo, duque de Cubas y marqués de Fontalba lo adquirió y trasladó a San Sebastián rebautizándolo Loly II.
Tras el inicio de la contienda civil, fue confiscado por el Gobierno Vasco, asignado al Departamento de Industria que lo utilizó para establecer un servicio de enlace marítimo entre Bilbao y Bayona y lo rebautizó Severiano Asarta en memoria de un militante comunista fallecido en combate cuando el bando sublevado tomó San Sebastián. A mediados de enero de 1937 el buque y el servicio de enlace quedaron bajo control de la Marina de Guerra Auxiliar de Euzkadi. Al no tratarse de una tarea militar el buque volvió a depender del Departamento de Industria a finales de enero. Después de la evacuación de Bilbao pasó a Santander y finalmente a Bayona.
Fue devuelto a su propietario tras finalizar la contienda en 1939, que lo puso a la venta en 1945, momento en el que fue adquirido por la Armada, que tenía intención de dedicarlo a guardapescas, pero al ver su buen estado, fue asignado a tareas de yate de Estado desde mayo de 1947.
El 25 de agosto de 1948, tuvo lugar a bordo la reunión entre Francisco Franco y Juan de Borbón a 5 millas de San Sebastián. El Conde de Barcelona, llegó a bordo del balandro Saltillo, y en la reunión se trató de la educación en España de los dos hijos varones del Conde de Barcelona.
Pasó a realizar misiones de vigilancia de pesca al entrar en servicio en 1949 el nuevo yate Azor, y cambió su numeral por V-1, carente de nombre. En los años setenta sirvió como barco de prácticas. El 1 de septiembre de 1980 fue reclasificado como patrullero de vigilancia de zona por lo que cambió su numeral V-0 por el PVZ-01. Fue dado de baja en la Armada en 1982, y un año más tarde se vendió por 500 000 ptas a un industrial de Marín, que lo vendió a un matrimonio holandés, y estos a un armador de la misma nacionalidad que lo restauró y lo utilizó para cruceros fluviales y alquiler a empresas. A mediados de 2005, estaba a la venta en Ámsterdam.